# Julian (Califórnia)
Julian é uma Região censo-designada localizada no estado americano da Califórnia, no Condado de San Diego.

## Demografia
Segundo o censo americano de 2000, a sua população era de 1621 habitantes.

## Geografia
De acordo com o United States Census Bureau tem uma área de 20,5 km², dos quais 20,5 km² cobertos por terra e 0,0 km² cobertos por água. Julian localiza-se a aproximadamente 1313 m acima do nível do mar.

## Localidades na vizinhança
O diagrama seguinte representa as localidades num raio de 40 km ao redor de Julian.